# Leucopogon leptanthus
Leucopogon leptanthus är en ljungväxtart som beskrevs av George Bentham. Leucopogon leptanthus ingår i släktet Leucopogon och familjen ljungväxter. Inga underarter finns listade i Catalogue of Life.